# Ferdinand, der Stier (Film)
Ferdinand, der Stier ist ein US-amerikanischer animierter Kurzfilm von Dick Rickard aus dem Jahr 1938.

## Handlung
In Spanien lebt das Kalb Ferdinand mit seiner Kuhmutter. Anders als die anderen Kälber hat Ferdinand kein Interesse daran, zu kämpfen. Viel lieber sitzt er jeden Tag unter einer Korkeiche und riecht an den Blumen. Seine Mutter akzeptiert sein Verhalten.
Die Zeit vergeht. Aus dem Kalb Ferdinand ist nach drei Jahren ein stattlicher Stier geworden, der sein Verhalten jedoch nicht verändert hat. Eines Tages kommen fünf Männer zur Weide, die einen stattlichen Stier für die Stierkämpfe in Madrid suchen. Während sich alle anderen Stiere von ihrer wildesten Seite zeigen, ist Ferdinand glücklich unter seiner Eiche bei den Blumen. Als er sich wie immer niederlassen will, setzt er sich auf eine Hornisse, fährt auf und stürmt wie ein wilder Stier umher. Die fünf Männer sind begeistert und bringen Ferdinand nach Madrid.
Banderilleros, Picadores und der Matador ziehen in die Arena ein, zeigen jedoch alle Angst vor dem als  „Ferdinand, der Schreckliche“ angekündigten Stier. Eine Verehrerin wirft dem Matador einen Strauß Blumen in die Arena. Ferdinand, der sich selbst kaum auf den Kampfplatz traut, sieht den Strauß und stürmt zum Torero, um an den Blumen zu riechen. Auf dessen Flehen, ihn endlich anzugreifen, reagiert er nicht. Als der Matador verzweifelt seine Brust entblößt und darauf ein Blumentattoo prangt, wird er von Ferdinand abgeleckt. Man gibt auf und bringt den friedlichen Ferdinand zurück auf seine Weide, wo er seitdem glücklich unter der Korkeiche bei den Blumen lebt.

## Produktion
Ferdinand, der Stier ist eine Verfilmung des Kinderbuchs Ferdinand, der Stier (engl. The Story of Ferdinand) von Munro Leaf und Robert Lawson, das 1936 erschienen war.
Der Film wurde am 25. November 1938 außerhalb einer Disney-Trickfilmreihe veröffentlicht. Stattdessen kündigte ihn das Studio als „A Special Cartoon“ an. Die Handlung wird von Erzähler Don Wilson präsentiert. Den Titelsong verfassten Albert Hay Malotte und Larry Morey.

## Auszeichnungen
Ferdinand, der Stier gewann 1939 den Oscar in der Kategorie „Bester animierter Kurzfilm“. Es war der erste mit einem Oscar ausgezeichnete Film seit Bestehen der Kategorie, der nicht zu Disneys Silly-Symphonies-Reihe gehörte.